# Barbara Casini
Barbara Casini (Firenze, 1954. július 30. –) olasz dzsesszénekesnő, gitásos.

## Pályafutása
Barbara Casini gyerekkorában zongorázni tanult. Tizenöt éves korában ismerte meg a bossa novával. Ez döntő hatással volt zenei jövőjére.
A Padovai Egyetem pszichológia szakán szerzett diplomát 1979-ben. Ezután kezdett el fellépni.
Lee Konitz-cal, Phil Woods-szal, Leo Walls-szal, Francisco Petrenivel, Stefano Bollanival és Enrico Ravával vett fel lemezeket és voltak színpadi partnerei.

## Albumok
- 1997: Todo o Amor
- 1999: Outro Lado
- 2000: Vento
- 2000: Sozinha
- 2001: Você e Eu
- 2002: Outra Vez
- 2003: Uma voz para Caetano
- 2004: Anos Dourados
- 2004: Uragano Elis
- 2005: Luiza
- 2007: Palavra Prima
- 2007: Nordestina
- 2009: Formidable
- 2011: Barato Total
- 2012: Agora Ta
- 2015: Uma Mulher
- 2016: Terras